# Oxycaryum cubense
Oxycaryum cubense är en halvgräsart som först beskrevs av Eduard Friedrich Poeppig och Carl Sigismund Kunth, och fick sitt nu gällande namn av Eduard Palla. Oxycaryum cubense ingår i släktet Oxycaryum och familjen halvgräs. Inga underarter finns listade i Catalogue of Life.